# 弗拉迪斯拉夫·克雷克利
弗拉迪斯拉夫·阿爾圖羅維奇·克雷克利（烏克蘭語：Владислав Артурович Криклій；1986年11月23日—），乌克兰经济学家、公务员和政治人物。克雷克利曾於2019年8月9日至2021年5月18日間担任乌克兰基础设施部部长。